# Élections législatives bas-canadiennes de 1816
Les élections législatives bas-canadiennes de 1816 se sont déroulées du 8 mars 1816 au 25 avril 1816 au Bas-Canada afin d'élire les députés de la 9e législature de la Chambre d'assemblée. 

## Chronologie
- 29 février 1816 : Proclamation annonçant les élections générales.
- 8 mars 1816 : Émission des brefs.
- 25 avril 1816 : Retour des brefs.
- 15 janvier 1817 : Ouverture de la 1re session de la 9e législature par le gouverneur John Coape Sherbrooke.

## Résultats
| Canadiens | Non affiliés | Bureaucrates |
| 26 sièges | 13 sièges    | 11 sièges    |

### Résultats par district électoral
- Bedford : Thomas McCord
- Buckingham n° 1 : François Bellet
- Buckingham n° 2 : Joseph Badeaux
- Cornwallis n° 1 : Joseph Le Vasseur Borgia
- Cornwallis n° 2 : Joseph Robitaille
- Devon n° 1 : Joseph-François Couillard-Després
- Devon n° 2 : François Fournier
- Dorchester n° 1 : John Davidson
- Dorchester n° 2 : Jean-Thomas Taschereau
- Effingham n° 1 : Joseph Malboeuf dit Beausoleil
- Effingham n° 2 : Samuel Sherwood
- Gaspé : James Cockburn
- Hampshire n° 1 : George Waters Allsopp
- Hampshire n° 2 : François Huot
- Hertford n° 1 : Louis Turgeon
- Hertford n° 2 : Étienne-Ferréol Roy
- Huntingdon n° 1 : Michael O'Sullivan
- Huntingdon n° 2 : Austin Cuvillier
- Kent n° 1 : Pierre Bruneau
- Kent n° 2 : Denis-Benjamin Viger
- Leinster n° 1 : Jacques Trullier dit Lacombe
- Leinster n° 2 : Benjamin Beaupré
- Comté de Montréal n° 1 : James Stuart
- Comté de Montréal n° 2 : Augustin Richer
- Montréal-Est n° 1 : John Molson
- Montréal-Est n° 2 : Louis Roy Portelance
- Montréal-Ouest n° 1 : Louis-Joseph Papineau
- Montréal-Ouest n° 2 : Félix Vinet dit Souligny
- Northumberland n° 1 : Étienne-Claude Lagueux
- Northumberland n° 2 : Philippe Panet
- Orléans : Charles Blouin
- Comté de Québec n° 1 : Louis Gauvreau
- Comté de Québec n° 2 : Pierre Brehaut
- Basse-ville de Québec n° 1 : François Languedoc
- Basse-ville de Québec n° 2 : Andrew Stuart
- Haute-ville de Québec n° 1 : Claude Dénéchau
- Haute-ville de Québec n° 2 : George Vanfelson
- Richelieu n° 1 : Séraphin Cherrier
- Richelieu n° 2  : Jean Dessaulles
- Saint-Maurice n° 1 : Louis Gugy
- Saint-Maurice n° 2 : Étienne Mayrand
- Surrey n° 1 : Pierre Amiot
- Surrey n° 2 : Étienne Duchesnois
- Trois-Rivières n° 1 : Charles Richard Ogden
- Trois-Rivières n° 2 : Pierre Vézina
- Warwick n° 1 : Jacques Deligny
- Warwick n° 2 : Joseph Bondy dit Douaire
- William-Henry : Robert Jones
- York n° 1 : Nicolas-Eustache Lambert Dumont
- York n° 2 : Jean-Baptiste Ferré

## Sources
- Section historique du site de l'Assemblée nationale du Québec